# Biophytum crassipes
Biophytum crassipes är en harsyreväxtart som beskrevs av Adolf Engler. Biophytum crassipes ingår i släktet Biophytum och familjen harsyreväxter. Inga underarter finns listade i Catalogue of Life.